# Batalla de Lepant (1571)
La batalla naval de Lepant ocorregué el 7 d'octubre de 1571 al golf de Lepant, al Peloponès (actual Grècia). S'hi van enfrontar els turcs otomans contra una coalició cristiana, anomenada Lliga Santa. Els cristians van resultar guanyadors, i només 30 galeres turques es van salvar, així aturaren l'expansionisme turc pel Mediterrani Occidental. La Lliga Santa la formaven els regnes de les Espanyes, la República de Venècia, la República de Gènova, el Ducat de Savoia, els hospitalers de Malta i la Santa Seu. L'estol aliat estava liderat per Joan d'Àustria, amb l'armada espanyola capitanejada per Álvaro de Bazán y Guzmán, Lluís de Requesens i Gianandrea Doria, la veneciana, capitanejada per Sebastià Venier i la pontifícia comandada per Marco Antonio Colonna. Entre tots arribaren a reunir més de 200 galeres i altres naus auxiliars. L'esquadra otomana, sota el comandament d'Uluj Ali, senyor d'Alger a les ordres del soldà otomà Selim II, comptava amb 260 galeres.

## Antecedents

### La intervenció espanyola
La política exterior de Felip II de Castella va tenir dues etapes ben definides: 
- la primera, de cara al Mediterrani, abraça fins als anys setanta; l'objectiu era fer front a l'Imperi Otomà, una amenaça cada cop més gran, limitant al desplegament diplomàtic a l'Atlàntic o al càstig dels rebels de les Disset Províncies durant la Guerra dels Vuitanta Anys;
- una segona, de cara a l'Atlàntic, per defensar les rutes oceàniques de proveïment vitals pel seu imperi.

Tot i que havia mort Barbarossa, la situació a la Mediterrània canvià el 1555 quan Bugia va caure en mans otomanes, provocant l'alarma per un possible front musulmà, doncs Turgut Reis Dragut i el-Euldj Ali Paixà Ochiali encara operaven. El 1560 l'esquadra espanyola era derrotada al Setge de Gerba, que fou recuperada pels turcs malgrat la defensa d'Álvaro de Sande i en els anys següents la situació va anar canviant lentament perquè el 1563 els musulmans són rebutjats davant d'Orà, defensat per Alonso Fernández de Córdoba i Mers el-Kebir, defensada per Martín de Córdoba, victòries defensives però àmpliament celebrades a Espanya. L'any següent començà la contraofensiva amb la conquesta del penyal de Vélez de la Gomera.
El 1565 l'esquadra turca comandada per Dragut assetjà Malta, defensada pels cavallers hospitalers, que van aguantar el setge durant un any rebutjant els assalts turcs. Quan la resistència arribava a la fi, l'oportú desembarcament dels vells terços sota el comandament d'Alvaro de Sande va resoldre la situació. Les naus del virrei de Nàpols, comandades per García de Toledo, van vèncer les forces turques i algerianes, i la mort de Dragut es va prendre com una victòria simbòlica.
Poc després moria Solimà el Magnífic, amb la desaparició del gran emperador oriental va semblar que s'obria una crisi a l'imperi. Mentrestant el problema dels moriscos es va complicar quan el 1566 el Papa Pius IV instava l'arquebisbe de Granada, Pedro Guerrero, a reduir els focus musulmans de la seva diòcesi, això va portar a una renovació dels antics edictes imperials a principis de 1567. Les prohibicions afectaven no només la religió sinó els costums. Això va produir una crispació que va acabar amb una rebel·lió que va donar lloc a una guerra de guerrilles que es prolongaria fins al 1570, i que va requerir la presència de Felip II de Castella en el camp d'operacions. Els cabdills moriscos, que coneixien millor el territori, van aguantar bé els atacs dels cristians. Finalment, Felip II atorga al seu germà Joan d'Àustria el comandament suprem de l'exèrcit, i a partir d'aquí els moriscos van anar patint derrotes fins que el 1570 la rebel·lió va ser sufocada.

### La Lliga Santa
L'any 1570, després d'uns anys de tranquil·litat, els turcs van iniciar una nova expansió i ataquen diversos ports venecians del Mediterrani Oriental. Ataquen Xipre amb 300 naus i assetgen Nicòsia. La República de Venècia demana ajuda a les potències cristianes, però només el Papa Pius V els respon, formant la Lliga Santa. El Papa aconsegueix convèncer Felip II de Castella perquè també hi ajudi, i es forma una armada per enfrontar-se als turcs. Aquesta armada es reuneix en el port de Suda, a l'illa de Candia.
Per part de Venècia s'aporten 136 galeres, 11 galiasses i 14 naus, sota el comandament de Jerònim Zanne, Antoni de Canale i Jacob Celsi. Les forces pontifícies són 12 galeres sota el control de Marc Antoni Colonna. Felip II de Castella aporta 50 galeres enviades per Gianandrea Doria, que havia de col·locar-se a les ordres de Colonna. En total sumen 187 galeres, 11 galiasses, un galió i 7 naus més, amb un total de 1.300 canons i 48.000 homes, dels quals només 16.000 són gent de guerra.
Mentre els generals cristians discuteixen la forma de fer front a la situació, el 9 de setembre els otomans conquereixen Nicòsia. Gianandrea Doria, quan veu que no hi ha acord possible entre les forces cristianes, i vist el mal estat de les dotacions i de l'armament de les galeres de Venècia, decideix tornar a Sicília el 5 d'octubre. El Papa i la República de Venècia culpen l'almirall espanyol del fracàs de l'operació.
Davant el fracàs d'aquesta expedició, Pius V reuneix plenipotenciaris espanyols i venecians per tractar de prendre mesures efectives contra l'expansió turca pel Mediterrani. Les discussions se centren sobre les missions de la lliga i la durada de la concentració de les forces, amb postures diferents entre venecians i espanyols. Els primers volen restringir el seu àmbit al Mediterrani Oriental, mentre que els espanyols volen incloure les costes del nord d'Àfrica. Gràcies a la tenacitat personal del papa, el 24 de maig de 1571 s'arriba a una solució de compromís:
- La durada serà il·limitada
- Servirà tant per atacar Turquia com per atacar les places turques del nord d'Àfrica.
- Aquesta armada estarà formada per 200 galeres, 50.000 infants i 4.500 genets.
- Les Espanyes pagaran tres sisenes parts de les despeses, Venècia dues sisenes i els Estats Pontificis el sisè restant.
- El generalíssim de la lliga serà En Joan d'Àustria, i cada nació aportarà un capità general.
- Aquests tres capitans generals, reunits en consell, pactaran el pla anual d'operacions.
- Cap de les parts podrà ajustar treva ni pau amb l'enemic sense participació i acord de les altres dues.
- El generalíssim no porta estàndard propi de la seva nació, sinó l'especial de la lliga.

Una vegada aprovat el tractat, el Papa intenta que s'uneixin a la lliga Portugal, França i Àustria, sense aconseguir-ho. França fins i tot va arribar a pactar amb els turcs.
Mentrestant, els turcs continuen amb la seva campanya de la conquesta de Xipre, i formen una esquadra de 250 veles i 80.000 homes per devastar i saquejar alguns dels ports venecians de l'Adriàtic. El 4 d'agost, per falta d'aprovisionaments, cau Famagusta, d'aquesta manera es completa la conquesta turca de Xipre.

### Reunió de les esquadres
Un cop és escollit el port de Messina com a punt de reunió de les esquadres, comencen a arribar-hi les diferents esquadres. Els primers a arribar són els venecians, que arriben el 23 de juliol i porten 48 galeres i cinc galiasses. Poc després arriben les 12 galeres del Papa sota el control de Colonna.
Joan d'Àustria i Sancho de Leiva surten de Barcelona el 20 de juliol amb les galeres de les Espanyes. Recalen a La Spezia per recollir tropes alemanyes i italianes, i arriben a Nàpols el 9 d'agost, on el dia 14 Joan d'Àustria rep l'estàndard i les insígnies de la Lliga Santa, dissenyades pel Papa, i en el qual apareixen els símbols de les tres nacions. Arriben a Messina el 23 d'agost.
Falten per arribar les esquadres d'Àlvaro de Bazán, Gianandrea Doria, Joan de Cardona i 60 galeres venecianes. A començament de setembre ja està tota la flota reunida, i la seva composició és:
- Espanyes:
  - 90 galeres
  - 24 naus
  - 50 fragates i bergantins
- Venècia:
  - 6 galiasses
  - 106 galeres
  - 2 naus
  - 20 fragates
- Estats Pontificis:
  - 12 galeres
  - 6 fragates

Representació més o menys contemporània de la batalla de Lepant, obra d'un tal H. Letter (finals del s. XVI, Museu Marítim Nacional del Regne Unit, a Greenwich, Londres)

Les galiasses eren les naus més potents gràcies a la gran aportació d'artilleria. Les galeres eren impulsades per remers professionals o per la xurma, gent que havia estat condemnada, per qualsevol delicte, a aquest dur treball. A Joan d'Àustria li preocupava el mal estat de molts dels vaixells, perquè moltes galeres italianes s'havien construït ràpidament i d'altres tenien els esperons desgastats o podrits a causa de les seves llargues esperes en els ports d'amarratge. Però va decidir que podrien aguantar. Les peces d'artilleria de tota l'esquadra eren 1.250.
La Lliga Santa va aconseguir reunir un total de 91.000 soldats, mariners i xurma, 13.000 tripulacions i 45 galiots. Per part espanyola eren 20.000 soldats, dels quals només 8.000 eren nadius de les Espanyes. A més es van unir 1.900 cavallers i aventurers. A causa de la manca de gent en les galeres venecianes, Joan d'Àustria decideix embarcar-hi 4.000 infants de les Espanyes per reforçar la seva guarnició. També embarca 500 arcabussers espanyols en cada galiassa.

### Sortida a la mar de la flota cristiana
El 15 de setembre surten les naus de César Avalos, per esperar la resta de la flota al Golf de Tarent. El dia 16, surt la resta de la flota cristiana. A l'avantguarda hi van 8 galeres exploradores, sota el comandament de Joan de Cardona, general de l'esquadra de Sicília. Les seves ordres són anar 8 milles per davant del gruix de la força.
Joan d'Àustria camí cap a Corfú, convoca consell de guerra, ja que, quan ha deixat enrere les naus de vela, no disposen de mitjans per atacar els fortins de Lepant. Decideixen embarcar sis peces grosses d'artilleria de la defensa de Corfú, i surten a la mar el 30 de setembre.
Es planteja un problema de competència entre Joan d'Àustria i els venecians. El problema s'originà en una galera veneciana on, per defensar cadascú a la seva gent, s'enfronten amb les armes el capità de la galera i el capità dels soldats espanyols embarcats, en resulta ferit el venecià. L'almirall venecià, Sebastià Venier, fa executar al capità dels soldats posats per en Joan, per la qual cosa aquest convoca consell de guerra, del qual exclou a Venier, i crida a Barbarigo en el seu lloc. Gianandrea Doria es manifesta partidari de tornar a les Espanyes i deixar sols als venecians, als que considera poc fiables arran de la seva experiència anterior, però Alvaro de Bazán opina el contrari. Diu que el fet que Venier hagi fet un disbarat no és motiu per tirar per la borda tot l'esforç fet fins al moment. Els que parlen després d'Àlvaro donen suport a la seva postura. Tanca el consell en Joan, dient "Endavant. Seguim l'opinió del marqués i els senyors. Ja no és hora de deliberar, sinó de combatre", i decideixen sortir a la mar molt d'hora, formar la línia de combat a 15 milles de les boques de Lepant i esperar dues hores i, en cas que l'enemic no sortís, disparar els canons i retornar.

## Ordre de batalla

### Preparatius dels cristians
El 3 d'octubre es fan a la mar i es dirigeixen a Lepant. El 7 d'octubre comencen a veure la flota turca. A la vista de la quantitat de veles, alguns proposen una reunió del consell de guerra però Joan d'Àustria s'hi nega.
| «                                     | Senyors, ja no es hora de deliberacions, sinó de combatre | » |
| — Joan d'Àustria, 7 d'octubre de 1571 |                                                           |   |

.
Les forces es van dividir en quatre cossos en formació d'àliga sense bec.
- El primer, que serà l'ala dreta en combat, el dirigeix Gianandrea Doria, amb 54 galeres. Porta gràmpoles verdes.
- El segon, que serà el centre en combat, el dirigeix Joan d'Àustria, i porta 64 galeres amb gràmpoles blaves.
- El tercer, que serà l'ala esquerra en combat, el dirigeix Agustino Barbarigo i són 53 galeres amb gràmpoles grogues.
- I el quart, que serà l'esquadra de socors o de reserva en combat, la dirigeix Álvaro de Bazán y Guzmán. Està format per 30 galeres amb gràmpoles blanques.

Cadascun d'aquests cossos porta dues galiasses, que en cas de combat es posaran per davant de la formació principal. Els cossos estan formats sense tenir en compte la seva procedència, intercalant bucs venecians, espanyols i venecians. Troben el temps borrascós i vents contraris, fet que els impedeix passar Òtranto fins al 24 de setembre, deixant enrere les naus de vela. Juan Gil de Andrade, que porta amb les seves galeres l'exploració llunyana, informa que la flota turca es troba al golf de Lepant, al resguard dels seus castells.

### Preparatius dels turcs
Alí havia cridat tots els seus almiralls per concentrar les seves forces a Lepant. L'últim a arribar va ser Mahomet, rei del Negropont, amb 60 galeres i 3.000 soldats.
En total van reunir 210 galeres, 63 galiotes i 92.000 combatents, dels quals 34.000 eren soldats, 13.000 tripulants i 45.000 galiots. La xurma estava composta de presoners cristians capturats en diferents batalles o setges. A més les peces d'artilleria ascendien a 750, menors que les cristianes, encara que els arquers portaven fletxes emmetzinades i van ser molt útils en els abordatges.
De la mateixa manera que la flota cristiana, estaven dividits en quatre cossos. La seva formació era la de mitja lluna.
- El primer, l'ala dreta, al comandament de Mahomet Siroco, governador d'Alexandria, format per 54 galeres i 2 galiots.
- El segon, al centre, comandat per Alí, general en cap, amb 87 galeres i 32 galiots.
- El tercer, l'ala esquerra, el comandava el corsari Cara Hodja (Kodja) amb 61 galeres i 32 galiots.
- El quart, o esquadra de reserva o socors el comandava Murat Dragut, i tenia 8 galeres i 21 galiots i fustes.

Les ordres eren exactes. El Gran senyor Selim va ordenar a Alí sortir a la mar per cercar els cristians i combatre'ls allà on els trobés. Quan van veure la flota cristiana, Pentev i Uluch Alí van recomanar retrocedir i posar-se sota la protecció dels castells, però Alí, que complia ordres, va ordenar atacar.

## La batalla
A les set del matí les dues esquadres s'encaren. En el costat cristià, Barbarigo, al comandament de l'ala esquerra, rep ordres d'enganxar-se a la costa tant com sigui possible, per evitar que les galeres turques els sobrepassin i facin una maniobra encerclant. El centre es col·loca a un costat, però l'ala dreta, al comandament de Gianandrea Doria, triga a incorporar-se a la formació, deixant un espai lliure entre el centre i l'ala dreta.
Les galiasses, fortament armades i artillades, estan situades a una milla per davant de la formació cristiana. Els turcs tenen el vent a favor, però quan s'aproximen, canvia el vent la qual cosa els obliga a fer servir els rems. En arribar les primeres galeres turques a l'altura de les galiasses, aquestes obren un nodrit foc d'artilleria i fuselleria, que fa que algunes naus turques comencin a fer ciavoga. Alí accelera el seu ritme de boga per així estar sotmesos menys temps al càstig.
Però en accelerar la boga, l'ala dreta turca s'avança sobre la resta de la formació, per la qual cosa comença el combat contra l'ala esquerra cristiana. Algunes galeres turques aconsegueixen passar entre les forces de Barbarigo i la costa, i la galera de Barbarigo, la capitana de l'ala dreta cristiana, és atacada per diverses galeres turques. Barbarigo mor en el combat, perquè una sageta li travessa l'ull, i quan la nau està a punt de ser capturada, totes les altres galeres del seu grup l'auxilien, i fan la volta a la situació amb la qual cosa els turcs es retiren. Diverses galeres turques encallen a la costa, i els seus tripulants escapen per terra.
En el centre, la capitana d'Uluj Ali, «la Soldana» envesteix, proa contra proa, la de Joan, «la Reial», i es deixen unides les dues embarcacions en una plataforma de 110 metres. Quan s'uneixen amb el cop, rep tot el foc d'artilleria i fuselleria que és capaç de suportar la galera d'En Joan, fet que produeix moltes baixes, però és respost immediatament des d'altres galeres. Les galeres de Colonna, Venier, el Duc de Parma i Urbino es posen al costat de la d'En Joan, amb la qual cosa es forma un grup de galeres cristianes i turques en les quals es lluita cos a cos. Álvaro de Bazán, amb les seves naus de socors, intervé i impedeix a altres galeres turques unir-se al grup i envia 200 homes d'ajut a la galera d'En Joan. Finalment capturen la galera turca i els cristians s'apoderen del seu estendard. La lluita va durar una hora i mitja. Amb això el centre de la flota turca es desfà, igual que abans la seva ala dreta. Ali Pasha va ser abatut per set dispars d'arcabús, i un soldat dels Terços, Andrés Becerra, va tallar el cap d'Alí l'oferí a Joan d'Àustria, que en un gest de menyspreu ordena tirar-lo a la mar. Joan d'Àustria va patir una ferida al peu.
A l'ala esquerra turca, Uluch Alí veu que hi ha un espai en el centre i l'ala esquerra cristiana i que s'aparta del centre turc per tal que Gianandrea Doria el segueixi i així augmentar l'espai lliure. Quan veu que l'espai és suficient, es llença contra l'ala dreta del centre cristià, amb els seus 93 bucs i la gent fresca, produint gravíssims danys a la capitana de Malta, a 10 galeres venecianes, a dues del Papa i a una altra de Savoia. Joan de Cardona arriba amb 8 galeres i el de Bazán amb l'esquadra de reserva, aconseguint aturar l'atac turc, que va estar a punt de canviar la sort del combat.
Uluch Alí, veient que tot el centre cristià es dirigeix a atacar-lo, i que les galeres de Doria estan a punt d'arribar, talla els remolcs de les galeres que havia capturat i aconsegueix fugir amb 16 galeres.
| «                          | Mai no es va veure una batalla tan confusa; travades les galeres una per una i dos o tres,... L'aspecte era terrible pels crits dels turcs, pels tirs, foc, fum; pels laments dels que morien. El mar havia envoltat en sang, el sepulcre de moltíssims cossos sense vida que movien les onades,alterades i escumejants de les trobades de les galeres i els horribles cops de l'artilleria, de les piques, armes enastades, espases, focs, espessa fum de sageta... Espantosa era la confusió, el temor, l'esperança, el furor, el coratge, ràbia, fúria; el llastimós morir dels amics, animar, ferir, prendre, cremar, tirar a l'aigua els caps, braços, cames, cossos, homes miserables, part sense ànima, part que exhalaven l'esperit, part greument ferits, rematant-los amb tirs els cristians. A altres que nadant s'apropaven a les galeres per salvar la vida a costa de la seva llibertat, i s'aferraven als rems, timons, caps, amb llastimoses veus que demanaven misericòrdia i als quals tallaven les mans sense pietat, nomes uns pocs en què va tindre forca la cobdícia, que salva alguns turcs. | » |
| — Lluís Cabrera de Còrdova | |   |

Fins a la posta del sol continua el combat a base de lluites amb galeres aïllades, i, quan s'anuncia mal temps, En Joan ordena reunir-se i partir amb les preses al port de Petala. L'endemà van tornar els cristians al camp de batalla per a recollir i auxiliar els vaixells desmantellats i els nàufrags.

## Resultats de la batalla
A Petala es va efectuar el recompte de baixes. Es va comptabilitzar la pèrdua de 12 galeres cristianes (encara que després va ascendir fins a 40 pels greus danys patits) i de 7.600 homes, dels quals 2.000 eren espanyols, 880 de l'esquadra del Papa i la resta venecians. 4.000 van ser ferits. Es van comptar 190 galeres turques capturades, de les quals només 130 restaven útils, cremant les altres 60. Es van fer 5.000 presoners i es van alliberar 12.000 captius cristians. Es van calcular entre 20.000 i 30.000 els morts de l'enemic.
Encara que els turcs tenien més homes i més naus que els cristians les galiotes no podien oposar-se a les galeres. A les galeres turques, excepte en les 40 o 50 galeres reials, hi havia menys homes de guerra que en les cristianes, gràcies a la previsió de Don Joan d'embarcar tropes espanyoles en les galeres venecianes. Els cristians feien servir arcabussos, mentre que els turcs preferien les fletxes. Consideraven que en el temps de càrrega d'un arcabús, un arquer podia disparar trenta sagetes. Però ni els danys, ni l'abast, ni la punteria eren comparables. A Messina, Don Joan havia ordenat rebaixar els esperons de les galeres i serrar les escultures d'adorn de la proa, amb què els canons tenien més camp de tir. Malgrat les esperances s'hi posaren, la potència de l'artilleria de les galiasses no va tenir gaire influència en el combat, però va servir per a desbaratar la formació de combat turca, quan s'avançaren la seva ala dreta. A la batalla hi va participar Miguel de Cervantes, que va resultar ferit, qui patí la pèrdua de mobilitat de la seva mà esquerra, sense que fos mutilada. Cervantes va qualificar per escrit a la batalla com "l'ocasió més gran que s'ha viscut mai".

## Conseqüències de la batalla
Després de la victòria els espanyols van prendre als otomans Tunis i Bizerta, però la contraofensiva turca va aconseguir recuperar Tunis i La Goleta, plaça fortament defensada el 1574 de manera que tot el Magreb central i oriental estava en mans otomanes. Posteriorment es va negociar una treva amb l'Imperi Otomà i mai més es van enfrontar els dos imperis perquè Felip II d'Espanya va donar un rumb de 180 graus a la seva política exterior i va intentar evitar les amenaces de Ponent, però en un esforç per dominar el Mediterrani Oriental aprofitant el mal moment que travessava l'Imperi Otomà, Felip II intenta reforçar la flota i triplica el nombre de galeres (de 100 a 300), d'aquesta manera les drassanes de Barcelona, Nàpols i Messina es posen a treballar a marxes forçades mentre que Felip II malgrat que no li agraden els abusos de poder, com es pot verificar en les instruccions que dona al virrei de Nàpols, Pedro Afán de Ribera, al principi del seu regnat, ordena a tots els jutges del regne que enviïn a galeres el màxim nombre de delinqüents possibles.
Però no s'aconsegueix el nombre de galiots necessaris, ja que els resultats van ser llastimosos: 293 presoners de Granada, 189 de Sevilla, 72 de Valladolid, 16 de La Corunya i xifres similars als altres llocs, el que va evidenciar que mentre la monarquia catòlica tenia uns límits jurídics que no podia traspassar, l'Imperi Otomà en qualsevol moment podia fer una rodada de condemnats a galeres entre les seves poblacions vençudes, d'aquí que Euld Alí pot posar a la mar una armada de més de 200 galeres, impressionant si es té en compte que va poder dotar de galiots després de la derrota de Lepant.
Ben conscients del difícil que seria substituir aquests homes, l'any següent els venecians i els espanyols van executar aquells experts que havien pres captius. Mentrestant les justícies del regne només van poder enviar a galeres a uns centenars de presoners i no a uns milers com es necessitava, fet pel qual quan Pius V va morir, la República de Venècia va fer tractes amb els otomans i Felip II va haver de prestar atenció a la perillosa situació dels Països Baixos espanyols, on la rebel·lió flamenca tenia el suport dels francesos que finalment van declarar la guerra a Espanya.

## Cronologia dels fets
- 1555 La monarquia hispànica perd Bugia, i es genera preocupació per un possible atac musulmà.
- 1560 L'esquadra espanyola és derrotada pels turcs que capturen l'illa de Gerba malgrat l'heròica defensa d'Alvaro de Sande.
- 1563 La situació canvia, els musulmans són rebutjats a Orà i Mers-el-Kébir.
- 1564 S'inicia la conquesta del penyal de Vélez de la Gomera.
- 1565 Els turcs assetgen Malta, que aguanta el setge fins que l'auxilien els vells terços.
- 1567 Insurrecció mossàrab a Andalusia.
- 1569 Felip II de Castella assigna el comandament de l'exèrcit al seu germanastre, Joan d'Àustria per dominar la rebel·lió morisca.
- 1570 Gràcies als èxits militars de Joan d'Àustria la rebel·lió és sufocada. Els turcs comencen la conquesta de Xipre.
- 9 de setembre de 1570: els turcs conquereixen Nicòsia.
- 5 d'octubre: Gianandrea Doria abandona la lliga i provoca una crisi diplomàtica i l'anul·lació de la lliga.
- 24 de maig: Es torna a formar la lliga quan el Papa, Venècia i l'Imperi Espanyol arriben a un acord.
- Juliol: les forces enviades pels diferents membres de la lliga es reuneixen a Messina.
- 4 d'agost: Cau Famagusta i es completa la conquesta de Xipre.
- 16 de setembre: La flota de la Lliga Santa surt a la mar.
- 30 de setembre: Embarquen 6 peces grosses d'artilleria en rebre notícies de què els turcs estan concentrats al golf de Lepant.
- 3 d'octubre: Es fan a la mar per cercar la flota turca.
- 7 d'octubre: Es produeix la batalla de Lepant amb una contundent victòria cristiana es prenen Tunis i Bizerta.
- 1574: La monarquia hispànica perd Tunis i La Goleta.